# Pygaerina lamto
Pygaerina lamto är en fjärilsart som beskrevs av Sergius G. Kiriakoff 1968. Pygaerina lamto ingår i släktet Pygaerina och familjen tandspinnare. Inga underarter finns listade.